# Soft rock
Soft rock (se může někdy označovat i jako light rock, easy rock, či mellow rock) je rockový styl hudby, který kombinuje hudební techniky rock and rollu (s elementy folk rocku a singer-songwriter popu), aby tak utvořil lehčí, sametověji laděný zvuk. V soft-rocku jsou tišené elektrické kytary, piána, akustické kytary, saxofony a syntezátory. Žánr později ovlivnil power pop.

## Historie a úspěch
Elementy pop rocku sahají do sedmdesátých let 20. století. Soft rock lze chápat i jako reakci proti vůči řezavé tvrdé hudbě (punk rock, heavy metal), která se tehdy také vyvíjela. V pozdějších sedmdesátých letech byl soft rock tak populární, že v roce 1977 některé newyorské stanice přesedlaly na softrockový formát (příklad WTFM, WYNY). Jedna jazzrockově orientovaná skupina (Chicago) byla v sedmdesátých letech ovlivněna softrockem, a tak získala větší komerční pozornost, stejně tak i kapela Fleetwood Mac. hardrocková kapela Led Zeppelin také, netradičně, měla několik softrockových hitů („All My Love“, 1979)
Tento žánr se později absorboval do adult contemporary.

## Umělci
- Air Supply
- America
- Bee Gees
- Bread
- Carpenters
- Chicago
- Eagles
- Fleetwood Mac
- Foreigner
- Elton John
- Manic Street Preachers
- Rod Stewart
- James Taylor
- Wings